# Кременное
Кременное (укр. Кремінне) — село на Украине, находится в Могилёв-Подольском районе Винницкой области.
Население по переписи 2001 года составляет 623 человека. Почтовый индекс — 24027. Телефонный код — 4337.
Занимает площадь 1,8 км².

## История
В 1946 году указом ПВС УССР село Ляшевцы переименовано в Кременное.

## Религия
В селе действует храм Рождества Пресвятой Богородицы Могилёв-Подольского благочиния Могилёв-Подольской епархии Украинской православной церкви.

## Адрес местного совета
24027, Винницкая обл., Могилёв-Подольский р-н, с. Кременное, ул. Овсянникова, 8.